# Filaguria
Filaguria is een mosdiertjesgeslacht uit de familie van de Cribrilinidae en de orde Cheilostomatida. De wetenschappelijke naam ervan is in 1991 voor het eerst geldig gepubliceerd door Moyano.

## Soorten
- Filaguria lithocrustata Branch & Hayward, 2005
- Filaguria spatulata (Calvet, 1909)